# Kristen Babb-Sprague
Kristen Babb-Sprague (Califòrnia, Estats Units, 29 de juliol de 1968) és una nedadora estatunidenca de natació sincronitzada retirada que va arribar a ser campiona olímpica a Barcelona 1992 en el concurs individual.

## Carrera esportiva
Al Campionat Mundial de Natació de 1991 celebrat a la ciutat australiana de Perth va guanyar la plata en la competició individual; a l'any següent, als Jocs Olímpics de 1992 celebrats a Barcelona (Catalunya) va guanyar la medalla d'or en el concurs individual, quedant empatada amb la canadenca Sylvie Fréchette, ambdues per davant de la japonesa Fumiko Okuno (bronze).